# Iulia Dumanska
Iulia Dumanska (Horodenka, 1996. augusztus 15. –) ukrán származású román válogatott kézilabdázó, kapus, a CS Minaur Baia Mare játékosa.

## Pályafutása

### Klubcsapatokban
Szülővárosában kezdett kézilabdázni tizenegy éves korában. 2011-ben került Romániába a Marta Baia Mare csapatához, majd onnan a HCM Baia Mare együtteséhez.  2014. január 7-én kölcsönbe  került a Neptun Constanțához, ahol bemutatkozhatott a román élvonalban. A 2014–2015-ös idényt megelőzően visszatért a nagybányai klubhoz, 2016 nyarán pedig a SCM Craiova játékosa lett. 
Az itt töltött két szezon alatt a liga legjobb kapusává vált és a 2017–2018-as idényben EHF-kupa-győztes lett, majd 2018-ban szerződtette a Râmnicu Vâlcea, amellyel 2019-ben bajnoki címet nyert. 2020 nyarán a horvát Podravkához igazolt, ahol két éven át játszott. Ezt követően visszatért Romániába, a Gloria Bistrița-Năsăud csapatához.

### A válogatottban
A román válogatottban 2016. december 16-án mutatkozott be. Abban az évben tagja volt a junior világbajnokságon bronzérmet nyerő korosztályos csapatnak is. Részt vett a 2016-os és 2018-as Európa-bajnokságon, valamint a 2017-es és 2019-es világbajnokságon.

## Sikerei, díjai
- Román bajnok: 2019
- Román Kupa-győztes: 2015
- Román Szuperkupa-győztes: 2014, 2015, 2018
- EHF-kupa-győztes: 2018
- A Handball-Planet.com szavazásán az év fiatal játékosa: 2018[8]
- A Handball-Planet.com szavazásán az év fiatal kapusa: 2018[9]
- A Prosport szavazásán a román bajnokság legjobb kapusa: 2018[10]
- A román bajnokság legjobb kapusa a Román Kézilabda-szövetség szavazásán: 2019[11]
- A román bajnokság legértékesebb játékosa a Román Kézilabda-szövetség szavazásán: 2019[11]

## Magánélete
Ukrán származása ellenére folyékonyan beszél románul. 2018-ban Craiova díszpolgára lett. A román állampolgárságot 2016. május 5-én kapta meg.